# Бартелемі де Тьо де Мейландт
Бартелемі Теодор, граф де Тьо де Мейландт (26 лютого 1794 або 25 лютого 1794 , Château de Schabroekd, Лімбург і Сінт-Трейден, Лімбург  — 21 серпня 1874 , Meylandt Castled, Лімбург і Heusdend, Лімбург ) — бельгійський католицький політичний діяч.

## Біографія
Народився в замку Схабрук у Сінт-Трейдені 26 лютого 1794 року. Помер у Гесдені, в замку Мейландт 21 серпня 1874 року.
Був державним міністром, членом Національного конгресу, главою уряду Бельгії (1834—1840, 1846—1847 та 1871—1874), міністром внутрішніх справ (1831—1832, 1834—1840 та 1846—1847), а також міністром закордонних справ (1836—1840).